# 貴澄隼人
貴澄 隼人（たかすみ はやと、3月29日 - ）は、元宝塚歌劇団の月組男役。兵庫県神戸市出身。神戸松蔭高校出身。身長172cm。愛称は「たかすみ」、「もっくん」、「まっちょセンパイ」、「にーに」。

## 略歴
- 2004年4月、宝塚音楽学校入学。第92期生。
- 2006年3月、宙組公演『NEVER SAY GOODBYE』で初舞台。宝塚入団時の成績は48人中21位[2]。同年5月10日[2]、月組に配属。
- 2018年5月6日、『カンパニー -努力（レッスン）、情熱（パッション）、そして仲間たち（カンパニー）-／BADDY（バッディ）－悪党（ヤツ）は月からやって来る－』の東京公演千秋楽をもって宝塚歌劇団を退団。

## 宝塚歌劇団時代の主な舞台出演

### 初舞台公演
- 2006年3月 - 5月、『NEVER SAY GOODBYE』

### 月組配属後
- 2007年1月 - 4月、『パリの空よりも高く／ファンシー・ダンス』
- 2007年5月 - 6月、宝塚バウホール・日本青年館公演『大坂侍』
- 2007年8月 - 11月、『MAHOROBA／マジシャンの憂鬱』
- 2008年3月 - 7月、『ME AND MY GIRL』
- 2008年8月、博多座公演『ME AND MY GIRL』
- 2008年11月 - 2009年2月、『夢の浮橋／Apasionado!!（アパショナード）』
- 2009年5月 - 8月、『エリザベート』新人公演：黒天使
- 2009年10月 - 12月、『ラスト プレイ／Heat on Beat!（ヒート オン ビート）』新人公演：グレゴリ（本役：研ルイス）
- 2010年1月 - 2月、宝塚バウホール・日本青年館公演『HAMLET!!』アダム
- 2010年4月 - 7月、『THE SCARLET PIMPERNEL』新人公演：クーポー（本役：響れおな）
- 2010年9月 - 11月、『ジプシー男爵 －Der Zigeuner Baron－／Rhapsodic Moon（ラプソディック・ムーン）』新人公演：カイ（本役：煌月爽矢）
- 2010年12月 - 2011年1月、シアター・ドラマシティ・日本青年館公演『STUDIO 54（スタジオ フィフティフォー）』ラリー・スミス
- 2011年3月 - 5月、『バラの国の王子／ONE』
- 2011年7月 - 10月、『アルジェの男／Dance Romanesque（ダンス ロマネスク）』新人公演：ジャン（本役：彩央寿音）
- 2011年11月 - 12月、宝塚バウホール・日本青年館公演『アリスの恋人』
- 2012年2月 - 4月、『エドワード8世／Misty Station』ウォルター・モンタトン／新人公演：ジョージ5世（本役：磯野千尋）、ヨアヒム・リッベントロップ（本役：華央あみり）
- 2012年6月 - 9月、『ロミオとジュリエット』新人公演：キャピュレット卿（本役：越乃リュウ）
- 2012年10月 - 11月、全国ツアー公演『愛するには短すぎる／Heat on Beat!（ヒート オン ビート）』デイモン
- 2013年1月 - 3月、『ベルサイユのばら－オスカルとアンドレ編－』衛兵隊士／新人公演：ジャルジェ将軍（本役：汝鳥伶）
- 2013年5月、宝塚バウホール公演『月雲（つきぐも）の皇子（みこ）』物部小前宿禰（もののべのこまえのすくね）
- 2013年7月 - 10月、『ルパン －ARSÈNE LUPIN－／Fantastic Energy!』号外売り、舞踏会の男
- 2013年11月 - 12月、全国ツアー公演『JIN-仁-／Fantastic Energy!』澤村 田之助
- 2013年12月、天王洲 銀河劇場公演『月雲（つきぐも）の皇子（みこ）』物部小前宿禰（もののべのこまえのすくね)
- 2014年3月 - 6月、『宝塚をどり／明日への指針 -センチュリー号の航海日誌-／TAKARAZUKA 花詩集100!!』客男
- 2014年7月 - 8月、日本青年館・シアター・ドラマシティ公演『THE KINGDOM』ハワード
- 2014年9月 - 12月 『PUCK（パック）／CRYSTAL TAKARAZUKA－イメージの結晶－』 レノックス、ジャーナリスト男
- 2015年1月 - 2月、宝塚バウホール・日本青年館公演『Bandito -義賊 サルヴァトーレ・ジュリアーノ-』テラノヴァ
- 2015年4月 - 7月、『1789 -バスティーユの恋人たち-』ケルジャン、トランプの男、印刷工、パレ・ロワイヤルの男、囚人、平民議員、秘密警察
- 2015年9月、シアター・ドラマシティ・文京シビックホール公演『Dragon night』シーウィード男
- 2015年11月 - 2016年2月、『舞音〜MANON〜アベ・プレヴォ「マノン・レスコー」より〜／GOLDEN JAZZ』通行の男、ジャン
- 2016年3月 - 4月、シアター・ドラマシティ・赤坂ACTシアター公演龍真咲コンサート『Voice』MOKKUN、コウモリ
- 2016年6月 - 9月、『NOBUNAGA〈信長〉-下天の夢-／Forever　LOVE!!』弥助
- 2016年10月 - 11月、文京シビックホール・シアター・ドラマシティ公演『アーサー王伝説』アグロヴァル
- 2017年1月 - 3月、『グランドホテル／カルーセル輪舞曲（ロンド）』ベルボーイ
- 2017年4月 - 5月、シアター・ドラマシティ・赤坂ACTシアター公演『瑠璃色の刻（とき）』プロヴァンス伯爵
- 2017年7月 - 10月、『「All for One」～ダルタニアンと太陽王～』ジャン(銃士隊の隊員)、父ベルトラン
- 2017年10月、美弥 るりか　ディナーショー『Razzle』
- 2017年12月、宝塚バウホール公演『Arkadia －アルカディア－』支配人
- 2018年2月-5月『カンパニー -努力（レッスン）、情熱（パッション）、そして仲間たち（カンパニー）-／BADDY（バッディ）－悪党（ヤツ）は月からやって来る－』バーバリアン